# Mimophantia australensis
Mimophantia australensis är en insektsart som beskrevs av George Willis Kirkaldy 1906. Mimophantia australensis ingår i släktet Mimophantia och familjen Flatidae. Inga underarter finns listade i Catalogue of Life.